# Coupe Vanier
Pour les articles homonymes, voir Vanier.
La Coupe Vanier est le championnat de football canadien U Sports ainsi que le nom du trophée accordé au vainqueur. Celui-ci est disputé entre les gagnants de la Coupe Uteck et de la Coupe Mitchell.
Elle tient son nom de son créateur, l'ancien gouverneur général du Canada Georges P. Vanier, et est remise pour la première fois en 1965 au gagnant d'une partie entre deux équipes invitées par un jury national. À partir de 1967, on met en place un système de série éliminatoire afin de décerner le trophée à la meilleure équipe universitaire. De sa création, jusqu'en 1982, le championnat était connu sous le nom de Canadian College Bowl.
Les équipes universitaires canadiennes luttent sous l'égide du U Sports. Les équipes sont divisées en quatre conférences: Sport universitaire de l'Atlantique, Réseau du sport étudiant du Québec, Sports universitaires de l'Ontario et Association sportive universitaire de l'Ouest canadien.

## Histoire

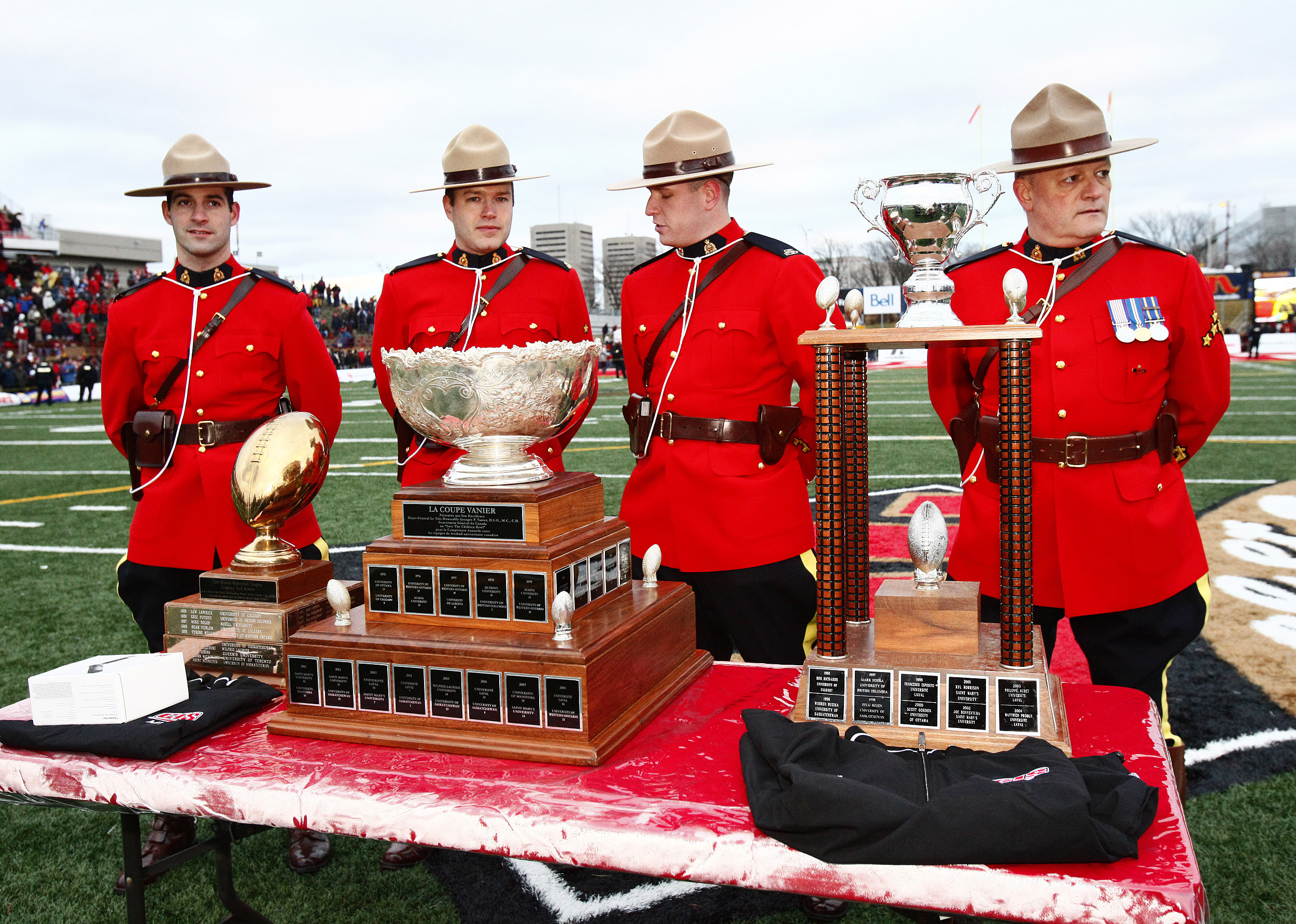
La Coupe Vanier, au centre.

On présente pour la première fois en 1965 le trophée de la Coupe Vanier au gagnant du championnat du Canadian College Bowl. Pendant deux ans, de façon similaire au football universitaire américain, le Canadian College Bowl est sur invitation. Le choix des finalistes incombe à un jury national. En 1967, le Canadian College Bowl devient le championnat national de l'union sportive inter-universitaire canadien (USIC), ancêtre de sport interuniversitaire canadien (SIC) et on met en place un système de série éliminatoire afin de déterminer les deux finalistes aspirants au trophée de la meilleure équipe universitaire.
De sa création en 1965, jusqu'en 2003, la Coupe Vanier est jouée à chaque année à Toronto. En 2001, le SIC met en place un système qui permet à une conférence de poser sa candidature comme ville hôte du championnat. Le match se met alors à voyager à travers le pays: au stade Ivor-Wynne (2004, 2005 et 2008) puis au stade Tim Hortons (2016 et 2017) de Hamilton, au Stade Griffiths de Saskatoon (2006), au Stade Telus de Québec (2009, 2010, 2013, 2015, 2018 et 2019), au BC Place Stadium de Vancouver (2011) et au Stade Percival-Molson de Montréal (2014). Le Centre Rogers (2007 et 2012) de Toronto continue cependant à recevoir certains matchs.
À quatre reprises, la Coupe Vanier est présentée dans la même ville et la même fin de semaine que la Coupe Grey : en 1973, en 2007 et en 2012 à Toronto et en 2011 à Vancouver.
Depuis 2003, la Coupe Vanier est disputée entre les gagnants de la Coupe Uteck et de la Coupe Mitchell.
De sa création, jusqu'en 1982, le championnat était connu sous le nom de Canadian College Bowl.
Le 8 juin 2020, U Sports, qui chapeaute l'organisation de l'événement, annule l'édition 2020 de la finale de la Coupe Vanier en raison de la pandémie de Covid-19.

## Honneurs individuels
À la Coupe Vanier, le joueur par excellence de la finale reçoit le trophée commémoratif Ted Morris. Il est remis lors du premier championnat en 1965 et nommé en l'honneur de Ted Morris, promoteur du développement des jeunes Canadiens en vue d'une carrière au football. Membre du temple de la renommée du football canadien, ex-joueur et entraîneur des Argonauts de Toronto, Morris meurt en 1965, année de l'organisation du premier Canadian College Bowl.
Le prix Bruce Coulter est décerné la première fois en 1992, au joueur offensif ou défensif par excellence de la Coupe Vanier, dépendant de la sélection du récipiendaire du trophée Ted Morris. Le prix perpétue la mémoire de Bruce Coulter, entraîneur-chef à McGill et Bishop's et directeur des sports à Bishop's pendant 30 ans. Coulter évolue comme demi défensif et quart-arrière avec les Alouettes de Montréal dans les années 1950. Coulter est introduit au temple de la renommée du football canadien comme un bâtisseur en 1997.

## Championnats
| Date              | Vainqueur                                          | Score | Finaliste         | Score | Lieu                                     | Assistance |
| ----------------- | -------------------------------------------------- | ----- | ----------------- | ----- | ---------------------------------------- | ---------- |
| 20 novembre 1965  | Toronto                                            | 14    | Alberta           | 7     | Varsity Stadium, Toronto                 | 3 488      |
| 19 novembre 1966  | St. F.-X.                                          | 40    | Waterloo Lutheran | 14    | Varsity Stadium, Toronto                 | 13 678     |
| 25 novembre 1967  | Alberta                                            | 10    | McMaster          | 9     | Varsity Stadium, Toronto                 | 16 157     |
| 22 novembre 1968  | Queen's                                            | 42    | Waterloo Lutheran | 14    | Varsity Stadium, Toronto                 | 16 051     |
| 21 novembre 1969  | Manitoba                                           | 24    | McGill            | 15    | Varsity Stadium, Toronto                 | 9 347      |
| 21 novembre 1970  | Manitoba                                           | 38    | Ottawa            | 11    | Varsity Stadium, Toronto                 | 10 550     |
| 20 novembre 1971  | Western                                            | 15    | Alberta           | 14    | Varsity Stadium, Toronto                 | 13 041     |
| 25 novembre 1972  | Alberta                                            | 20    | Waterloo Lutheran | 7     | Varsity Stadium, Toronto                 | 10 192     |
| 24 novembre 1973  | St. Mary's                                         | 14    | McGill            | 6     | Stade de l'Exposition nationale, Toronto | 17 000     |
| 22 novembre 1974  | Western                                            | 19    | Toronto           | 15    | Stade de l'Exposition nationale, Toronto | 24 779     |
| 21 novembre 1975  | Ottawa                                             | 14    | Calgary           | 9     | Stade de l'Exposition nationale, Toronto | 17 800     |
| 19 novembre 1976  | Western                                            | 29    | Acadia            | 13    | Varsity Stadium, Toronto                 | 20 300     |
| 19 novembre 1977  | Western                                            | 48    | Acadia            | 15    | Varsity Stadium, Toronto                 | 19 514     |
| 18 novembre 1978  | Queen's                                            | 16    | UBC               | 3     | Varsity Stadium, Toronto                 | 19 124     |
| 17 novembre 1979  | Acadia                                             | 34    | Western           | 12    | Varsity Stadium, Toronto                 | 19 397     |
| 29 novembre 1980  | Alberta                                            | 40    | Ottawa            | 21    | Varsity Stadium, Toronto                 | 11 000     |
| 28 novembre 1981  | Acadia                                             | 18    | Alberta           | 12    | Varsity Stadium, Toronto                 | 11 875     |
| 19 novembre 1982  | UBC                                                | 39    | Western           | 14    | Varsity Stadium, Toronto                 | 14 759     |
| 19 novembre 1983  | Calgary                                            | 31    | Queen's           | 21    | Varsity Stadium, Toronto                 | 18 324     |
| 24 novembre 1984  | Guelph                                             | 22    | Mount Allison     | 13    | Varsity Stadium, Toronto                 | 19 842     |
| 30 novembre 1985  | Calgary                                            | 25    | Western           | 6     | Varsity Stadium, Toronto                 | 16 321     |
| 22 novembre 1986  | UBC                                                | 25    | Western           | 23    | Varsity Stadium, Toronto                 | 17 847     |
| 21 novembre 1987  | McGill                                             | 47    | UBC               | 11    | Varsity Stadium, Toronto                 | 14 826     |
| 19 novembre 1988  | Calgary                                            | 52    | St. Mary's        | 23    | Varsity Stadium, Toronto                 | 13 127     |
| 18 novembre 1989  | Western                                            | 35    | Saskatchewan      | 10    | SkyDome, Toronto                         | 32 847     |
| 24 novembre 1990  | Saskatchewan                                       | 24    | St. Mary's        | 21    | SkyDome, Toronto                         | 26 846     |
| 30 novembre 1991  | Laurier                                            | 25    | Mount Allison     | 18    | SkyDome, Toronto                         | 30 191     |
| 21 novembre 1992  | Queen's                                            | 31    | St. Mary's        | 0     | SkyDome, Toronto                         | 28 645     |
| 20 novembre 1993  | Toronto                                            | 37    | Calgary           | 34    | SkyDome, Toronto                         | 20 211     |
| 19 novembre 1994  | Western                                            | 50    | Saskatchewan      | 40    | SkyDome, Toronto                         | 28 652     |
| 25 novembre 1995  | Calgary                                            | 54    | Western           | 24    | SkyDome, Toronto                         | 29 178     |
| 30 novembre 1996  | Saskatchewan                                       | 31    | St. F.-X.         | 12    | SkyDome, Toronto                         | 14 577     |
| 22 novembre 1997  | UBC                                                | 39    | Ottawa            | 23    | SkyDome, Toronto                         | 8 184      |
| 28 novembre 1998  | Saskatchewan                                       | 24    | Concordia         | 17    | SkyDome, Toronto                         | 15 157     |
| 27 novembre 1999  | Laval                                              | 14    | St. Mary's        | 10    | SkyDome, Toronto                         | 12 593     |
| 2 décembre 2000   | Ottawa                                             | 42    | Regina            | 39    | SkyDome, Toronto                         | 18 209     |
| 1er décembre 2001 | St. Mary's                                         | 42    | Manitoba          | 16    | SkyDome, Toronto                         | 19 138     |
| 23 novembre 2002  | St. Mary's                                         | 33    | Saskatchewan      | 21    | SkyDome, Toronto                         | 17 179     |
| 22 novembre 2003  | Laval                                              | 14    | St. Mary's        | 7     | SkyDome, Toronto                         | 17 828     |
| 27 novembre 2004  | Laval                                              | 7     | Saskatchewan      | 1     | Stade Ivor-Wynne, Hamilton               | 14 227     |
| 3 décembre 2005   | Laurier                                            | 24    | Saskatchewan      | 23    | Stade Ivor-Wynne, Hamilton               | 16 827     |
| 25 novembre 2006  | Laval                                              | 13    | Saskatchewan      | 8     | Griffiths Stadium, Saskatoon             | 12 567     |
| 24 novembre 2007  | Manitoba                                           | 28    | St. Mary's        | 14    | Rogers Centre, Toronto                   | 26 787     |
| 22 novembre 2008  | Laval                                              | 44    | Western           | 21    | Stade Ivor-Wynne, Hamilton               | 13 873     |
| 28 novembre 2009  | Queen's                                            | 33    | Calgary           | 31    | Stade Telus, Québec                      | 18 628     |
| 27 novembre 2010  | Laval                                              | 29    | Calgary           | 2     | Stade Telus, Québec                      | 16 237     |
| 25 novembre 2011  | McMaster                                           | 41    | Laval             | 38    | BC Place Stadium, Vancouver              | 24 935     |
| 23 novembre 2012  | Laval                                              | 37    | McMaster          | 14    | Rogers Centre, Toronto                   | 37 098     |
| 23 novembre 2013  | Laval                                              | 25    | Calgary           | 14    | Stade Telus, Québec                      | 18 543     |
| 29 novembre 2014  | Montréal                                           | 20    | McMaster          | 19    | Stade Percival-Molson, Montréal          | 22 649     |
| 28 novembre 2015  | UBC                                                | 26    | Montréal          | 23    | Stade Telus, Québec                      | 12 557     |
| 26 novembre 2016  | Laval                                              | 31    | Calgary           | 26    | Stade Tim Hortons, Hamilton              | 7 115      |
| 25 novembre 2017  | Western                                            | 39    | Laval             | 17    | Stade Tim Hortons, Hamilton              | 10 754     |
| 24 novembre 2018  | Laval                                              | 34    | Western           | 20    | Stade Telus, Québec                      | 12 380     |
| 23 novembre 2019  | Calgary                                            | 27    | Montréal          | 13    | Stade Telus, Québec                      | 8 376      |
| 2020              | Annulé en raison de la pandémie liée à la Covid 19 |       |                   |       |                                          |            |
| 4 décembre 2021   | Western                                            | 27    | Saskatchewan      | 21    | Stade Telus, Québec                      | 5 840      |
| 26 novembre 2022  | Laval                                              | 30    | Saskatchewan      | 24    | Western Alumni Stadium, London           | 8 420      |
| 25 novembre 2023  | Montréal                                           | 16    | UBC               | 9     | Richardson Memorial Stadium, Kingston    | 7 109      |
| 23 novembre 2024  | Laval                                              | 22    | Laurier           | 17    | Richardson Memorial Stadium, Kingston    | 9 500      |

## Historique de victoires et défaites
| OUA            | Sport universitaire de l'Ontario                       |
| RSEQ           | Réseau du sport étudiant du Québec                     |
| Ouest Canadien | Association sportive universitaire de l'Ouest canadien |
| AUS            | Sport universitaire de l'Atlantique                    |

| Participation | Équipe        | Conférence      | Victoires | Défaites | % de victoires | Années de participation                                                                  |
| ------------- | ------------- | --------------- | --------- | -------- | -------------- | ---------------------------------------------------------------------------------------- |
| 14            | Laval         | RSEQ            | 12        | 2        | .857           | 2024, 2022, 2018, 2017, 2016, 2013, 2012, 2011, 2010, 2008, 2006, 2004, 2003, 1999       |
| 15            | Western       | OUA             | 8         | 7        | .533           | 2021, 2018, 2017, 2008, 1995, 1994, 1989, 1986, 1985, 1982, 1979, 1977, 1976, 1974, 1971 |
| 11            | Calgary       | Ouest Canadien  | 5         | 6        | .455           | 2019, 2016, 2013, 2010, 2009, 1995, 1993, 1988, 1985, 1983, 1975                         |
| 7             | UBC           | Ouest Canadien  | 4         | 3        | .429           | 2023, 2015, 1997, 1987, 1986, 1982, 1978                                                 |
| 5             | Queen’s       | OUA             | 4         | 1        | .800           | 2009, 1992, 1983, 1978, 1968                                                             |
| 4             | Manitoba      | Ouest Canadien  | 3         | 1        | .750           | 2007, 2001, 1970, 1969                                                                   |
| 6             | Alberta       | Ouest Canadien  | 3         | 3        | .500           | 1981, 1980, 1972, 1971, 1967, 1965                                                       |
| 9             | St. Mary’s    | AUS             | 3         | 6        | .333           | 2007, 2003, 2002, 2001, 1999, 1992, 1990, 1988, 1973                                     |
| 11            | Saskatchewan  | Ouest Canadien  | 3         | 8        | .273           | 2022, 2021, 2006, 2005, 2004, 2002, 1998, 1996, 1994, 1990, 1989                         |
| 3             | Toronto       | OUA             | 2         | 1        | .667           | 1993, 1974, 1965                                                                         |
| 4             | Montréal      | RSEQ            | 2         | 2        | .500           | 2023, 2019, 2015, 2014                                                                   |
| 4             | Acadia        | AUS             | 2         | 2        | .500           | 1981, 1979, 1977, 1976                                                                   |
| 6             | Laurier       | OUA             | 2         | 4        | .333           | 2024, 2005, 1991, 1972, 1968, 1966                                                       |
| 5             | Ottawa        | OUA             | 2         | 3        | .400           | 2000, 1997, 1980, 1975, 1970                                                             |
| 1             | Guelph        | OUA             | 1         | 0        | 1.000          | 1984                                                                                     |
| 2             | St. FX        | AUS             | 1         | 1        | .500           | 1996, 1966                                                                               |
| 3             | McGill        | RSEQ            | 1         | 2        | .333           | 1987, 1973, 1969                                                                         |
| 4             | McMaster      | OUA             | 1         | 3        | .250           | 2014, 2012, 2011, 1967                                                                   |
| 1             | Regina        | Ouest Canadien  | 0         | 1        | .000           | 2000                                                                                     |
| 1             | Concordia     | RSEQ            | 0         | 1        | .000           | 1998                                                                                     |
| 2             | Mount Allison | AUS             | 0         | 2        | .000           | 1991, 1984                                                                               |
| 0             | Bishop’s      | AUS             | 0         | 0        | .000           |                                                                                          |
| 0             | Sherbrooke    | RSEQ            | 0         | 0        | .000           |                                                                                          |
| 0             | Simon Fraser  | Ouest Canadien* | 0         | 0        | .000           |                                                                                          |
| 0             | Waterloo      | OUA             | 0         | 0        | .000           |                                                                                          |
| 0             | Windsor       | OUA             | 0         | 0        | .000           |                                                                                          |
| 0             | York          | OUA             | 0         | 0        | .000           |                                                                                          |
| 0             | Carleton      | OUA             | 0         | 0        | .000           |                                                                                          |

### Statistiques par conférence
| Conférence     | Participations | Victoires | Défaites | % de victoires |
| -------------- | -------------- | --------- | -------- | -------------- |
| OUA            | 39             | 20        | 19       | .513           |
| Ouest Canadien | 40             | 18        | 22       | .450           |
| RESQ           | 22             | 15        | 7        | .682           |
| AUS            | 17             | 6         | 11       | .353           |

- L’Université Simon Fraser évolue depuis 2010 au sein de la Division II de la NCAA aux États-Unis.